# Rubiera (stacja kolejowa)
Rubiera (wł. Stazione di Rubiera) – stacja kolejowa w Rubiera, w prowincji Reggio Emilia, w regionie Emilia-Romania, we Włoszech. Stacja znajduje się na linii Mediolan – Bolonia.
Według klasyfikacji RFI ma kategorią brązową.

## Charakterystyka
Stacja, obsługiwana przez Rete Ferroviaria Italiana, ma trzy tory, dwa dla stałego ruchu i jeden do wyprzedzania. Posiada 2 perony, jeden wyspowy i jeden boczny, połączone przejściem podziemnym.

## Linie kolejowe
- Mediolan – Bolonia

## Usługi
Usługi dostępne na stacji:
- Automaty biletowe
- Poczekalnia
- Bar
- Toalety